# Белокалитвинское городское поселение
Белокалитвинское городское поселение — муниципальное образование в Белокалитвинском районе Ростовской области.
Административный центр — город Белая Калитва.

## Население
| 2002    | 2010    | 2012    | 2013    | 2014    | 2015    | 2016    | 2017    | 2018    |
| ------- | ------- | ------- | ------- | ------- | ------- | ------- | ------- | ------- |
| 85 137  | ↘44 403 | ↘43 643 | ↘43 155 | ↘42 900 | ↘42 449 | ↘41 942 | ↘41 552 | ↘40 976 |
| 2019    | 2020    | 2021    |         |         |         |         |         |         |
| ↘40 433 | ↘39 965 | ↗41 221 |         |         |         |         |         |         |

## Состав городского поселения
| № | Населённый пункт | Тип населённого пункта        | Население |
| - | ---------------- | ----------------------------- | --------- |
| 1 | Белая Калитва    | город, административный центр | ↗40 448   |
| 2 | Бородинов        | хутор                         | ↘173      |
| 3 | Дядин            | хутор                         | ↘64       |
| 4 | Поцелуев         | хутор                         | ↘515      |